# Паредес, Айтор
Айтор Паредес Касамичана (исп. Aitor Paredes Casamichana; род. 29 апреля 2000, Арригорриага, Страна Басков) — испанский футболист, защитник клуба «Атлетик Бильбао».

## Клубная карьера
Паредес — воспитанник клуба «Атлетик Бильбао». 29 августа 2022 года в матче против «Кадиса» он дебютировал в Ла Лиге. 4 января 2024 года в поединке против «Севильи» Айтор забил свой первый гол за «Атлетик Бильбао».

## Международная карьера
В 2023 году Паредес в составе молодёжной сборной Испании стал финалистом молодёжного чемпионата Европы в Румынии и Грузии. На турнире он сыграл в матчах против сборных Румынии, Хорватии, Швейцарии, Украины и Англии.